# CACFD1
CACFD1 (англ. Calcium channel flower domain containing 1) – білок, який кодується однойменним геном, розташованим у людей на 9-й хромосомі. Довжина поліпептидного ланцюга білка становить 172 амінокислот, а молекулярна маса — 18 470.
| 10         |  | 20         |  | 30         |  | 40         |  | 50         |
| ---------- |  | ---------- |  | ---------- |  | ---------- |  | ---------- |
| MSSSGGAPGA |  | SASSAPPAQE |  | EGMTWWYRWL |  | CRLSGVLGAV |  | SCAISGLFNC |
| ITIHPLNIAA |  | GVWMIMNAFI |  | LLLCEAPFCC |  | QFIEFANTVA |  | EKVDRLRSWQ |
| KAVFYCGMAV |  | VPIVISLTLT |  | TLLGNAIAFA |  | TGVLYGLSAL |  | GKKGDAISYA |
| RIQQQRQQAD |  | EEKLAETLEG |  | EL         |  |            |  |            |

A: Аланін

C: Цистеїн

D: Аспарагінова кислота

E: Глутамінова кислота

F: Фенілаланін

G: Гліцин

H: Гістидин

I: Ізолейцин

K: Лізин

L: Лейцин

M: Метіонін

N: Аспарагін

P: Пролін

Q: Глутамін

R: Аргінін

S: Серин

T: Треонін

V: Валін

W: Триптофан

Задіяний у такому біологічному процесі, як альтернативний сплайсинг. 
Локалізований у мембрані.